# Star (album de Mika Nakashima)
Pour les articles homonymes, voir Star.
Albums de Mika Nakashima
Voice
(2008) Real
(2013)
Compilations par Mika Nakashima
No More Rules
(2009)
Singles
Star est le 6e album studio de Mika Nakashima, ou son 10ealbum au total si l'on compte ses deux mini albums, sa compilation et son album en tant que Nana. Il est sorti sous le label Sony Music Associated Records le 27 octobre 2010 au Japon. Il atteint la 3e place du classement de l'Oricon. Il se vend à 92 962 exemplaires la première semaine, il reste classé 22 semaines pour un total de 180 066 exemplaires vendus.

## Liste des titres
| 1.  | Always                                       | Rui Momota                     | Rui Momota                     | 5:13 |
| 2.  | Ichiban Kirei na Watashi wo (一番綺麗な私を) | Katsuhiko Sugiyama             | Katsuhiko Sugiyama             | 4:30 |
| 3.  | Baby Baby Baby                               | Mika Nakashima                 | Ryosuke Sakai                  | 5:42 |
| 4.  | Over Load                                    | Mika Nakashima                 | Kosuke Morimoto                | 4:42 |
| 5.  | Game                                         | Mika Nakashima                 | Kaoru Kami, Tomokazu Matsuzawa | 4:14 |
| 6.  | Smiley                                       | Mika Nakashima                 | Atsushi Kimura                 | 4:43 |
| 7.  | Candy Girl                                   | Ayumi Miyazaki                 | Hipjoint                       | 4:06 |
| 8.  | Lonely Star                                  | Mika Nakashima                 | Shinya Fujiwara                | 4:32 |
| 9.  | No Answer                                    | Mika Nakashima                 | Kenichi Takemoto               | 4:13 |
| 10. | Spiral                                       | Mika Nakashima, Ayumi Miyazaki | Red-T                          | 4:39 |
| 11. | Memory feat. Daishi Dance                    | Lori Fine(from Coldfeet)       | Daishi Dance, Tomoharu Moriya  | 6:51 |
| 12. | 16                                           | Mika Nakashima                 | Yoko Kuzuya                    | 4:37 |
| 13. | Nagareboshi (流れ星)                         | Kenji Kubo, Yusuke Tanaka      | Yusuke Tanaka                  | 6:06 |
| 14. | Song for a wish                              | Ryoichi Higuchi                | Ryoichi Higuchi                | 5:50 |

| 1. | Always                                       |  |
| 2. | Ichiban Kirei na Watashi wo (一番綺麗な私を) |  |
| 3. | Over Load                                    |  |
| 4. | Game                                         |  |
| 5. | Candy Girl                                   |  |
| 6. | Nagareboshi (流れ星)                         |  |